# Kirby's Ghost Trap
Kirby's Ghost Trap (ook wel Kirby's Avalanche in de Verenigde Staten) is een computerspel dat werd uitgegeven door Nintendo. Het spel kwam in 1995 uit de SNES. In 2007 kwam het spel uit voor de Virtual Console voor 800 Wii punten.

## Spel
De speler speelt diverse personages uit de Kirby-serie en moet het toernooi en de titel Avalanche koning winnen. Het spel vertoont enige gelijkenis met Tetris. De speler moet blobs (bestaan uit meerdere kleuren) op elkaar stapelen. Bij een bepaald aantal gelijke blobs exploderen deze en komen in het scherm van de tegenstander. Degene die als eerste het scherm heeft leeg gespeeld wint de wedstrijd. Het spel kent drie lessen, twaalf stages en een eindstage.

## Ontvangst
| Beoordeeld door                      | Jaar | Platform            | Score |
| ------------------------------------ | ---- | ------------------- | ----- |
| Game Players                         | 1995 | SNES                | 93%   |
| GamePro (US)                         | 1995 | SNES                | 90%   |
| Video Games & Computer Entertainment | 1995 | SNES                | 80%   |
| IGN                                  | 2007 | Wii Virtual Console | 75%   |
| Mega Fun                             | 1996 | SNES                | 73%   |
| All Game Guide                       | 1998 | SNES                | 70%   |
| Total! (Duitsland)                   | 1996 | SNES                | 65%   |
| GameSpot                             | 2007 | Wii Virtual Console | 65%   |
| Nintendo Life                        | 2007 | Wii Virtual Console | 60%   |
| Digitally Downloaded                 | 2011 | Wii Virtual Console | 60%   |

## Trivia
- De concurrent Sega bracht een gelijkwaardig spel genaamd Dr. Robotnik's Mean Bean Machine twee jaar eerder uit.